# Nordland I
Nordland I è l'undicesimo album in studio del gruppo musicale black metal svedese Bathory, pubblicato nel 2002 dalla Black Mark.

## Il disco
È caratterizzato da un ritorno allo stile viking metal di metà carriera. Avrebbe dovuto essere il primo di una serie di quattro album ma, la morte di Quorthon nel 2004 lasciò che l'opera rimase incompiuta al secondo disco: Nordland II.

## Tracce
1. Prelude – 2:35
2. Nordland – 9:21
3. Vinterblot – 5:17
4. Dragons Breath – 6:45
5. Ring of Gold – 5:35
6. Foreverdark Woods – 8:06
7. Broken Sword – 5:35
8. Great Hall Awaits a Fallen Brother – 8:17
9. Mother Earth Father Thunder – 5:38
10. Heimfard – 2:12

## Formazione
- Quorthon - voce, chitarra, basso, drum machine, effetti